# Ејти Фор (Пенсилванија)
Ејти Фор (енгл. Eighty Four) насељено је место без административног статуса у америчкој савезној држави Пенсилванија.

## Демографија
По попису из 2010. године број становника је 657.
| Група             | 2000.    | 2010.       |
| Белци             | 0 (0,0%) | 650 (98,9%) |
| Афроамериканци    | 0 (0,0%) | 4 (0,6%)    |
| Азијати           | 0 (0,0%) | 1 (0,2%)    |
| Хиспаноамериканци | 0 (0,0%) | 2 (0,3%)    |
| Укупно            | 0        | 657         |